# Зеликовская, Зейли Зиновьевна
Зейли Зиновьевна Зеликовская (29 октября 1897, Минск — не ранее 1961) — советский учёный в области гистологии и эмбриологии. Доктор медицинских наук (1944), профессор.

## Биография
Окончила Харьковский мед. институт (1921), где и работала: с 1939 — доцент кафедры гистологии, одновременно возглавляла одноимённую кафедру Психоневрологического института в Харькове. Во время Великой Отечественной войны — доцент Чкаловского мед. института. В 1946—1948 — зав. кафедрой гистологии и эмбриологии Станиславского мед. института. До 1961 — профессор кафедры гистологии Львовского зооветеринарного института.

## Научные работы
- О секреторном процессе в молочной железе // Тр. Львов. вет. ин-та. — 1953. — Вып. 6.
- Возрастные и функциональные сдвиги в структуре молочной железы // Сб. науч. тр. Львов. зоовет. ин-та. — 1956. — Т. 8.
- Эмбриогенез жировой ткани молочной железы крупного рогатого скота // Арх. анатомии, гистологии и эмбриологии. — 1962. — Т. 43, № 8.